# 娄门

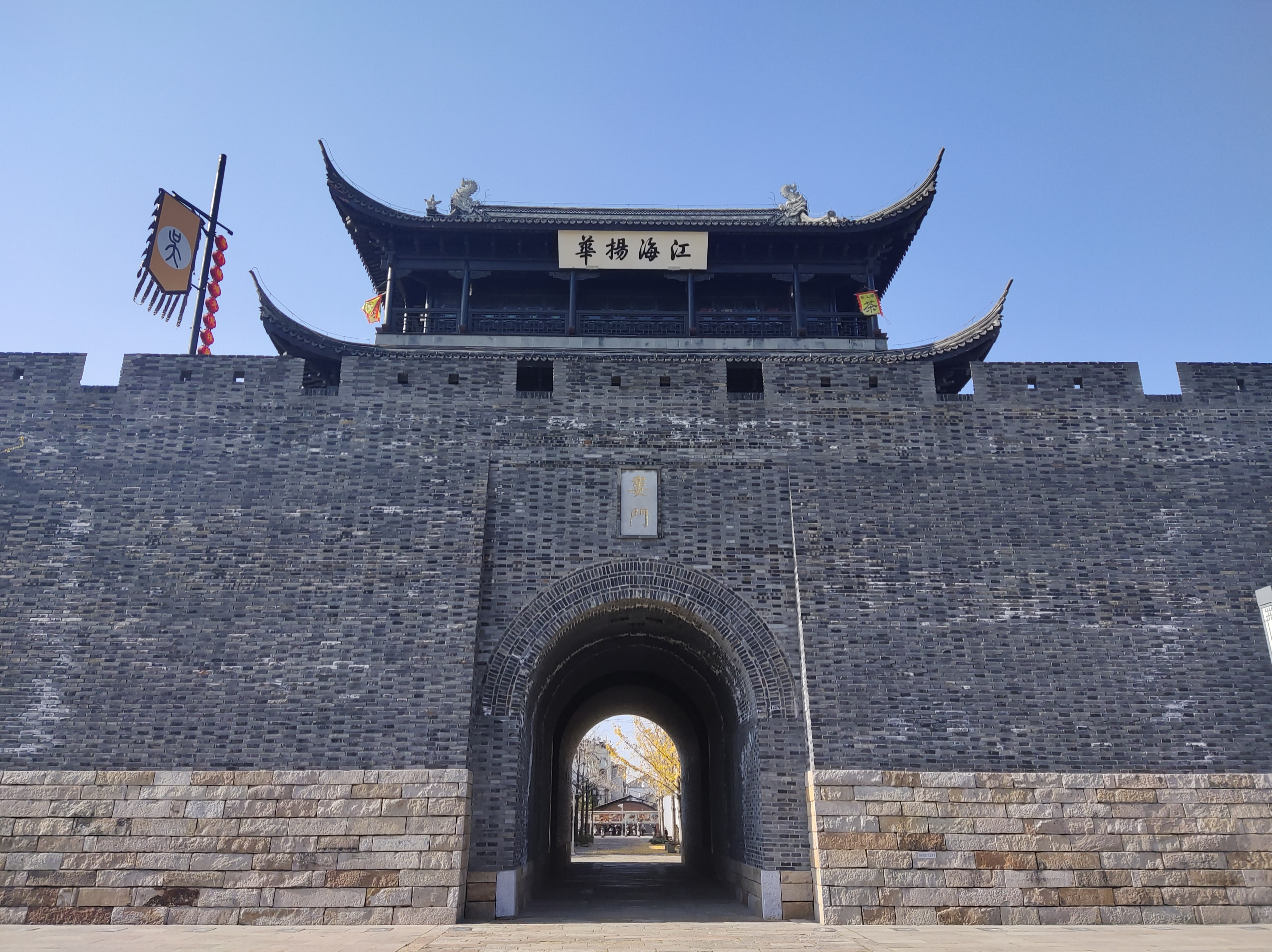
苏州娄门近景

娄门现位于中国江苏省苏州市姑苏区外城河河畔，是古苏州城东北城门。

## 历史
《吴地记》载：“娄门，本号疁门，东南，秦时有古疁县，至汉王莽改为娄县。门遂改称娄门。”
约在1948年（民国37年），外城、中城及内城门上的城楼被拆除，仅保存一重城门；
1958年，大炼钢铁，城门陆续拆尽，2013年初，苏州市政府对娄门进行保护修缮，修缮古城墙110米，遗址城墙91米，古建筑约6000㎡。

## 图册
- 简介牌
- 城楼上
- 近景
- 远景